# Flugplatz Nötsch im Gailtal

i7
i11
i13
Der Flugplatz Nötsch im Gailtal (ICAO-Code: LOKN) ist ein privater Flugplatz in Nötsch im Gailtal im österreichischen Bundesland Kärnten. Er wird durch den Flugsportverein Nötsch betrieben.

## Lage
Der Flugplatz liegt etwa 1 km südöstlich des Zentrums der Gemeinde Nötsch im Gailtal. Naturräumlich liegt der Flugplatz im Gailtal südöstlich des Villacher Hausbergs Dobratsch.

## Flugbetrieb
Am Flugplatz Nötsch im Gailtal findet Flugbetrieb mit Segelflugzeugen, Motorseglern, Ultraleichtflugzeugen, Motorflugzeugen und Hubschraubern statt. Der Flugplatz verfügt über eine 710 m lange Start- und Landebahn aus Gras. Segelflugzeuge starten per Flugzeugschlepp. Nicht am Platz stationierte Flugzeuge benötigen eine Genehmigung des Platzhalters (PPR), um in Nötsch im Gailtal landen zu können. Der Flugplatz verfügt über eine Tankstelle für AvGas und MoGas.